# Kommunistische Partei Indonesiens

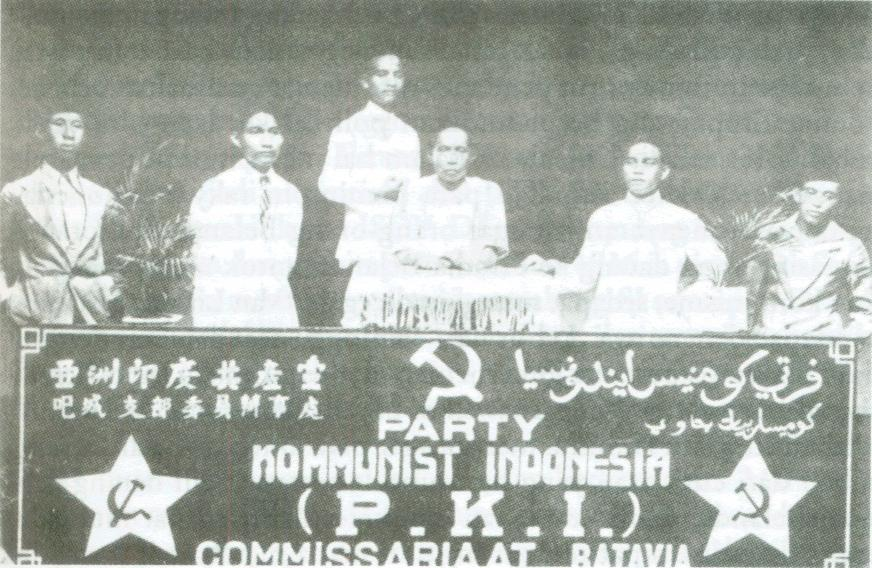
Treffen der PKI in Batavia (heute Jakarta)

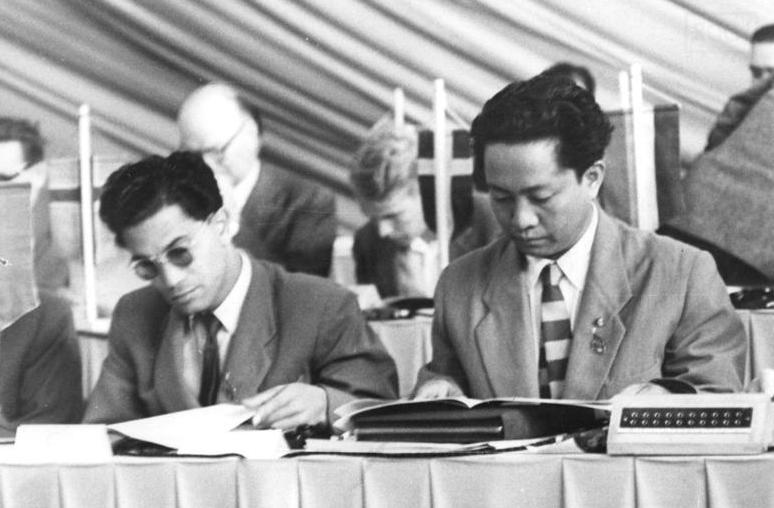
Aidit (rechts) auf einem Kongress der SED am 11. Juli 1958

Die Kommunistische Partei Indonesiens (malaiisch Partai Komunis Indonesia, PKI) war, bis sie 1966 in Indonesien verboten wurde, die größte nie in Regierungsverantwortung stehende Kommunistische Partei.

## Geschichte
Im Jahr 1914 hatte Henk Sneevliet die Indische Sociaal-Democratische Vereeniging (ISDV) gegründet. Durch sie gelangte marxistisches Ideengut in die nationale Unabhängigkeitsbewegung Indonesiens.
1920 nahm die ISDV den Namen Perserikatan Komunis di Hindia (PKH) an und wurde die erste kommunistische Partei Asiens, die der Komintern beitrat.
1925 forderte die Exekutive der Komintern, dass die Kommunistische Partei Indonesiens (PKI) mit nicht-kommunistischen Parteien eine antiimperialistische Einheitsfront bilden solle. Der Versuch einer Revolution brach 1926 zusammen und 13.000 Personen wurden festgenommen, 4500 kamen ins Gefängnis, weitere 1308 wurden interniert und 823 nach West-Neuguinea ins Exil geschickt. Die Partei wurde 1927 verboten und die Mitglieder gingen in die Illegalität.
Nach der japanischen Kapitulation 1945 trat die Partei wieder aus der Illegalität heraus.
Im Februar 1948 bildeten die PKI und Teile des linken Flügels der Sozialistischen Partei Indonesiens eine demokratische Volksfront. In den 1950er Jahren drängte Dipa Nusantara Aidit auf einen nationalistischen, antiwestlichen Kurs der PKI und Unterstützung Sukarnos. 1951 wurde Aidit zum Vorsitzenden des Politbüros gewählt. Unter Aidit wuchs die PKI rasch von etwa 4000 Mitgliedern 1950 über 165.000 1954 auf 1,5 Millionen Mitglieder 1959 an.
Noch bei den Wahlen von 1955 unterstützte die PKI die Politik Sukarnos. Sie erhielt 16 % der Stimmen und 39 von 257 Sitzen.
1960 propagierte Sukarno den Slogan Nasakom, eine Abkürzung für Nasionalisme (Nationalismus), Agama (Religion), Komunisme (Kommunismus). Damit war die PKI als Juniorpartner Sukarnos etabliert. Doch vertrat sie dennoch einen eigenständigen Kurs. So kritisierte die Parteizeitung Harian Rakyat 1960 die Regierung recht deutlich, worauf die Führer der PKI festgenommen, auf Sukarnos persönlichen Befehl aber wieder freigelassen wurden.
1965 war die PKI mit etwa zwei bis drei Millionen Mitgliedern die größte kommunistische Partei außerhalb der Sowjetunion und Chinas.

## Das Ende der Partei
Am 30. September 1965 kam es zu einem Putsch, bei dem sechs führende Generäle des indonesischen Militärs entführt und ermordet wurden. Details der Vorfälle sind unklar. Obwohl Mitglieder der Armee des Präsidenten Sukarno daran beteiligt waren, wurden die Kommunisten für den Vorfall verantwortlich gemacht.
Es folgte ein Massaker an Mitgliedern und Anhängern der PKI und unzählige Festnahmen ohne vorherige juristische Maßnahmen. Je nach Schätzung fielen dieser Verfolgungswelle 500.000 bis drei Millionen Menschen zum Opfer. Damit verlor die PKI ihre politische Macht und der Kommunismus wurde sowohl als politische Bewegung als auch als Doktrin streng verboten. Bis heute wurde das PKI-Verbot nicht aufgehoben. Die Aufhebung wird nicht zuletzt von religiösen Gruppierungen abgelehnt.